# 咪达普利
咪达普利商品名：达爽，是一款血管紧张素转化酶抑制剂抗高血压药物，在1993年由日本田边制药研制并投入市场。
咪达普利口服后，在体内转换成活性代谢物咪达普利拉（Imidaprilat）。咪达普利拉可抑制血管紧张素转化酶活性，阻止血管紧张素I向血管紧张素II的转化，使外周血管舒张，降低血管阻力，产生降压作用。成人服用量为每日5~10mg。

## 副作用
咪达普利不良反应有低血压、头痛、咽部不适、皮疹、咳嗽；偶有伴呼吸困难的血管神经性水肿、肝肾功能损害、血象异常。对服用其他ACEI曾引起血管神经性水肿的患者以及妊娠妇女禁用。

## 药物相互作用

### 药物配伍禁忌
- 葡萄糖硫酸纤维素吸附器进行LDL治疗
  - 可能引起休克
- 丙烯酸腈甲烯丙基磺酸钠膜(AN69)进行血液透析
  - 可能发生过敏症状

## 药物分类
- ATC：C09AA16
- 血管紧张素转换酶抑制剂
- 循环系统药物